# Freijeiro (La Coruña)
Freijeiro o San Félix de Freixeiro (llamada oficialmente San Fins de Freixeiro) es una parroquia y un lugar español del municipio de Santa Comba, en la provincia de La Coruña, Galicia.

## Entidades de población
Entidades de población que forman parte de la parroquia:
- A Illa
- As Abeleiras
- Amenzóns (As Amenzóns)
- Carboeiro
- Fafia
- Freixeiro
- O Castro
- O Castro-Pombo (O Castropombo)
- O Faílde
- O Pombal
- O Tarroal
- Portocarreiro
- Portochán
- Portomadeiro
- Vilarnovo

## Demografía

### Parroquia
| Gráfica de evolución demográfica de Freijeiro (parroquia) entre 2000 y 2019 |
|                                                                             |
| Datos según el nomenclátor publicado por el INE.                            |

### Lugar
| Gráfica de evolución demográfica de Freixeiro (lugar) entre 2000 y 2019 |
|                                                                         |
| Datos según el nomenclátor publicado por el INE.                        |